# Vorticitate
Vorticitatea este un concept matematic utilizat în dinamica fluidelor. Vorticitatea reflectă intensitatea circulației sau rotației dintr-un lichid, care este reprezentată, de cele mai multe ori, prin viteza unghiulară de rotație. În mecanica mediilor continue vorticitatea este un pseudovector (sau vector axial) care descrie o mișcare de rotație a unui mediu continuu în jurul unui punct (tendința a ceva de a se roti).
Matematic, se exprimă prin intermediul operatorului vectorial nabla ca rotor al vitezei: